# 高寶鑾
高寶鑾（?—?），浙江省嘉興府秀水縣人，清朝政治人物。
光緒十五年（1889年）己丑恩科浙江鄉試第一名舉人。光緒十八年（1892年），参加光緒壬辰科殿試，登進士二甲77名。同年五月，改翰林院庶吉士。光緒二十年四月，散館，授翰林院編修。